# Ädelman större 7, 8, 9

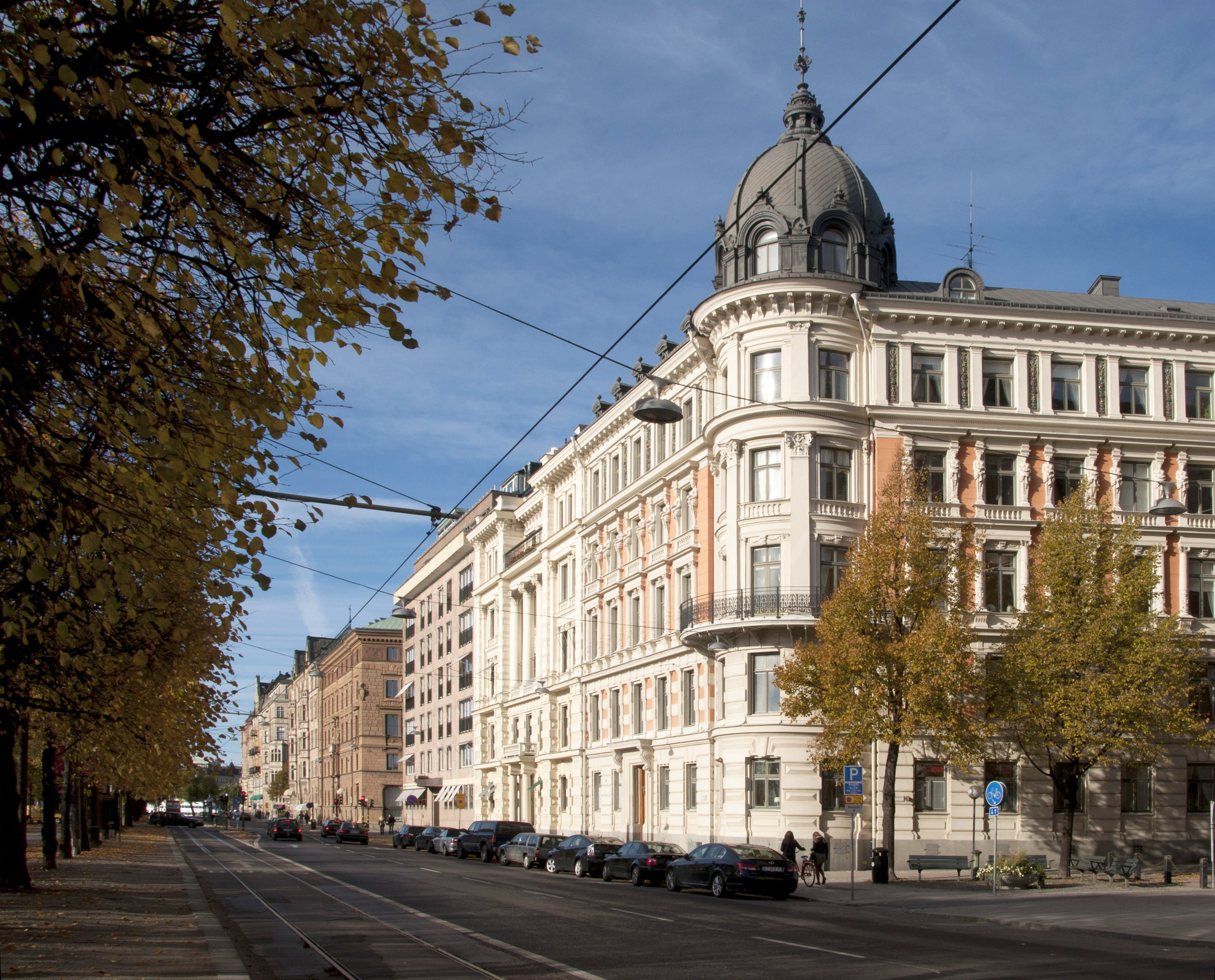
Strandvägen västerut, nr 27 (närmast), 25 och 23 i oktober 2010.

Ädelman större 7, 8, 9 är tre kulturhistoriskt värdefulla fastigheter i kvarteret Ädelman större med adress Strandvägen 23–27 på Östermalm i Stockholm. Byggnadens tre delar uppfördes ursprungligen 1881–1882 efter ritningar av arkitekten Oskar Erikson och var då den första nya bostadsbebyggelsen vid Stockholms nya paradgata. Komplexets västra del (Strandvägen 23) revs i slutet av 1950-talet och ersattes med ett nytt kontors- och bostadshus ritat av arkitekt Nils Tesch.

## Kvarteret och arkitekten
Kvartersnamnet Ädelman större och mindre tros hänga samman med att riksdrots Per Brahe den yngre ägde en tomt i trakten vilket namngav både kvarteret och Grevgatan. Själva kvartersnamnet återfinns redan på Petrus Tillaeus karta från 1733 och stavas där Edelman. Hela kvarteret Ädelman större (med undantag för Ädelman större 4, Riddargatan 54) förvärvades 1881 av Oskar Erikson som var både byggherre och arkitekt för den nya bebyggelsen. Byggmästare och delägare var byggfirman Johansson & Hammarlund som drevs av Gustaf Alfred Johansson och Nils Magnus Hammarlund. Samtliga hus byggdes om eller nybyggdes efter ritningar av Erikson.

## Byggnadsbeskrivning

### Exteriör

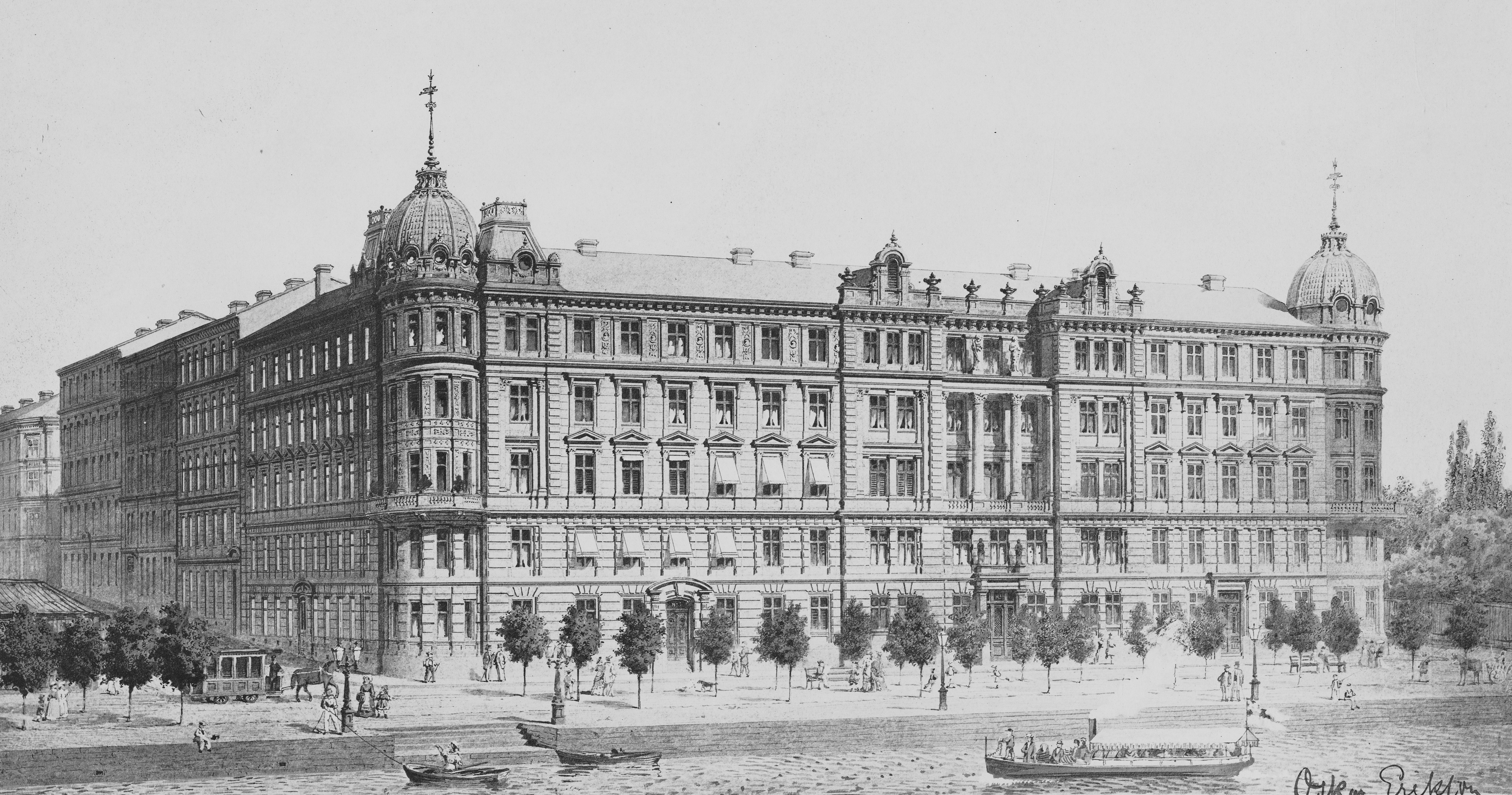
Eriksons illustration.

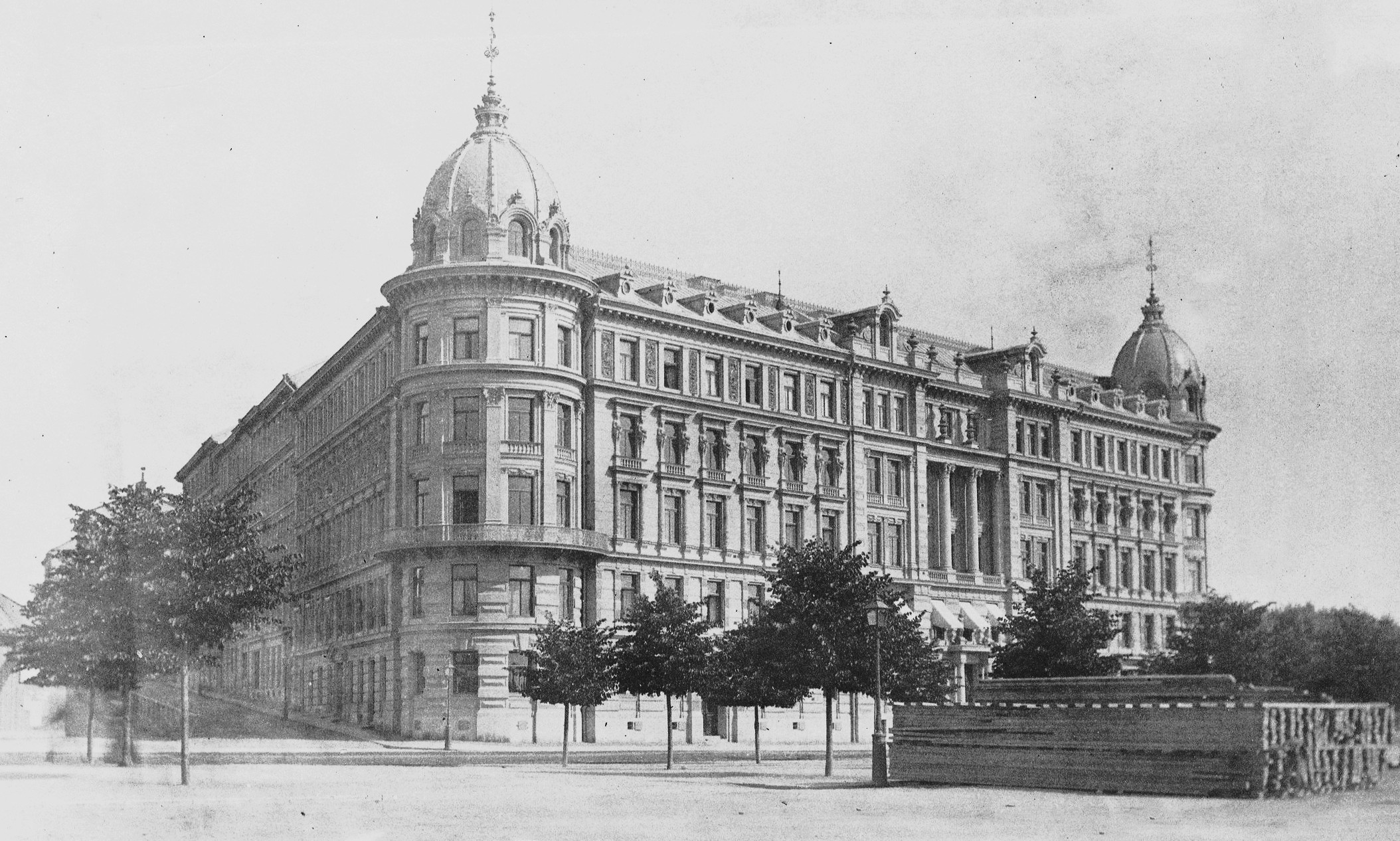
Vy från Strandvägen 1880-tal.

Mot Strandvägen valde Oscar Erikson att bygga samman de tre fastigheterna till en arkitektonisk palatsliknande enhet i fem våningar. På en perspektivritning, upprättad av Erikson, framgår den ursprungliga gestaltningsidén. Det utförda byggets huvudfasad avvek något från Eriksons illustration och visar ett rikt dekorerat mittenparti (Strandvägen 25) vilket flankeras av två tornprydda hörnhus (Strandvägen 23 och 27). Mittenpartiet accentuerades av fyra kolossalkolonner medan hörnhusens fönster inramas av karyatider, antika kolonner och ornament i flerfärgad, glaserad keramik med maskaroner. Allt utfördes i rik utformad putsarkitektur och inspirerad av samtida byggen från Berlins och Wiens Gründerzeit. 
Oscar Erikson byggde på spekulation, redan något år efter färdigställandet hade han sålt hela komplexet till Lifförsäkrings AB Thule. Den 5 mars 1901 drabbades fastigheten av en omfattande vindsbrand. ”Till följd af husets läge syntes lågorna vida omkring” skrev pressen. Tack vare brandbotten mellan vind och underliggande våningar kunde branden begränsas. Ingen större skada skedde och samma år var allt återställd.

### Interiör
Lägenheterna utformades stora och påkostade, byggherren tillika arkitekten vände sig till den bättre bemedlade samhällsklassen som efterfrågare stora och exklusiva bostäder. Hela våningsplanet i västra hörnhuset (Strandvägen 23) utformades som en enda lägenhet om tretton rum och kök som nåddes via huvudtrappan och en kökstrappa. Rummen mot gatan lades "i fil" med så kallade döbattangdörrar (tvåflygliga dörrar) däremellan. Salen placerades i husets hörn med en halvrund burspråksliknande utbuktning under tornet. 
Mellersta huset (nr 25) upptogs också av en enda lägenhet. Den var på nio rum och kök och sträckte sig i vinkel inåt innergården. Salen låg i det centrala rummet, utåt accentuerad av bland annat kolossalkolonner. Östra hörnhusets (nr 27) våningsplan bestod av elva rum och kök med ett cirkelrund rum i hörnet. Den översta våningen hade dessutom tillgång till ett tornrum som nåddes via en intern trappa.
I samband med Stadsmuseets byggnadsinventering på 1970-talet besöktes några lägenheter. De uppvisade ursprunglig inredning såsom rikt profilerade taklister, fast takarmatur, stucktak, pardörrar med skulpterade överstycken och diverse snickerier. Enstaka kakelugnar fanns bevarade medan kök och badrum var moderniserade. Trapphusen hade gjutjärnstrappor med skulpterade gjutjärnsräcken.

### Fasaddetaljer

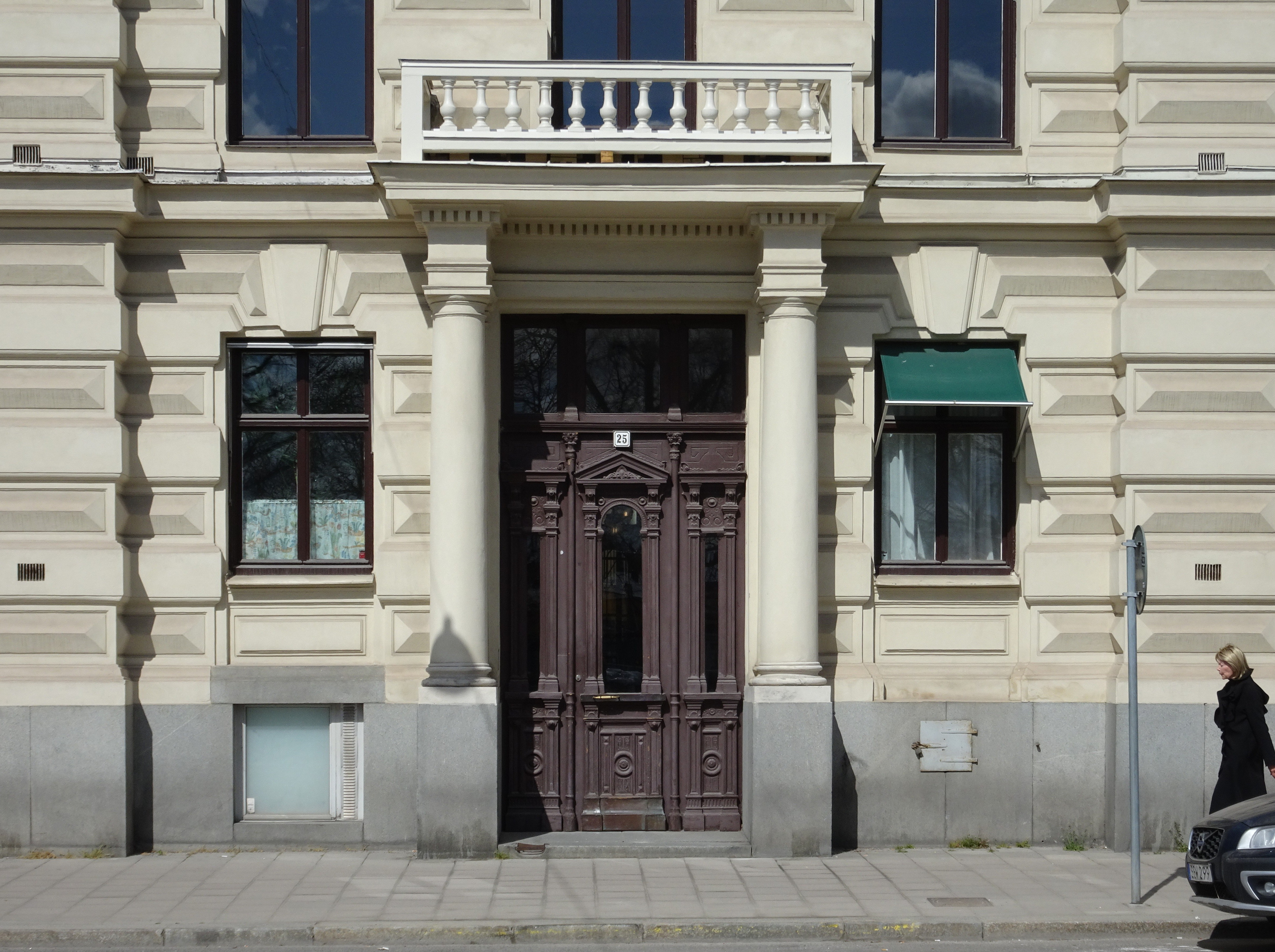
Strandvägen 25.
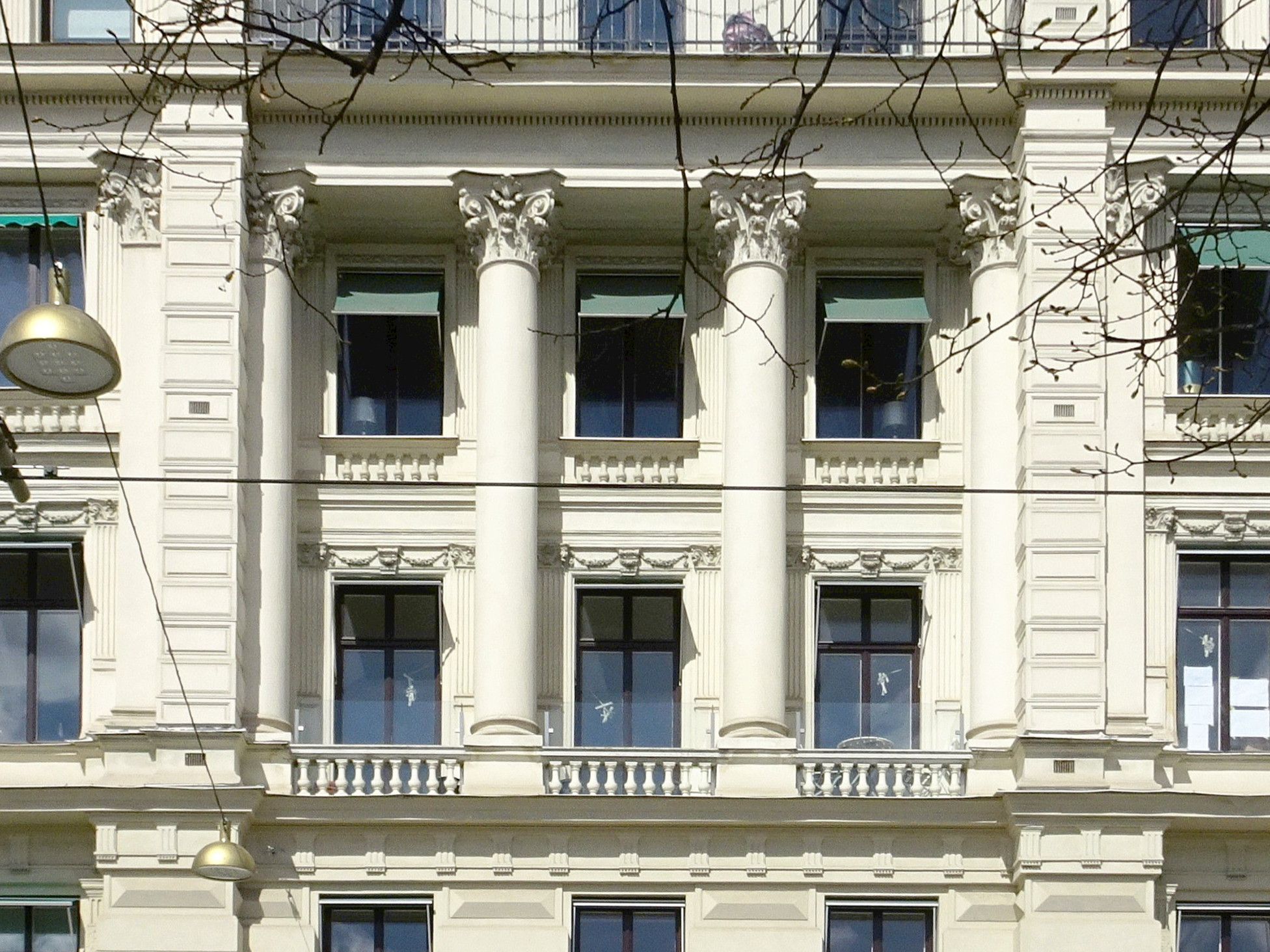
Strandvägen 25.
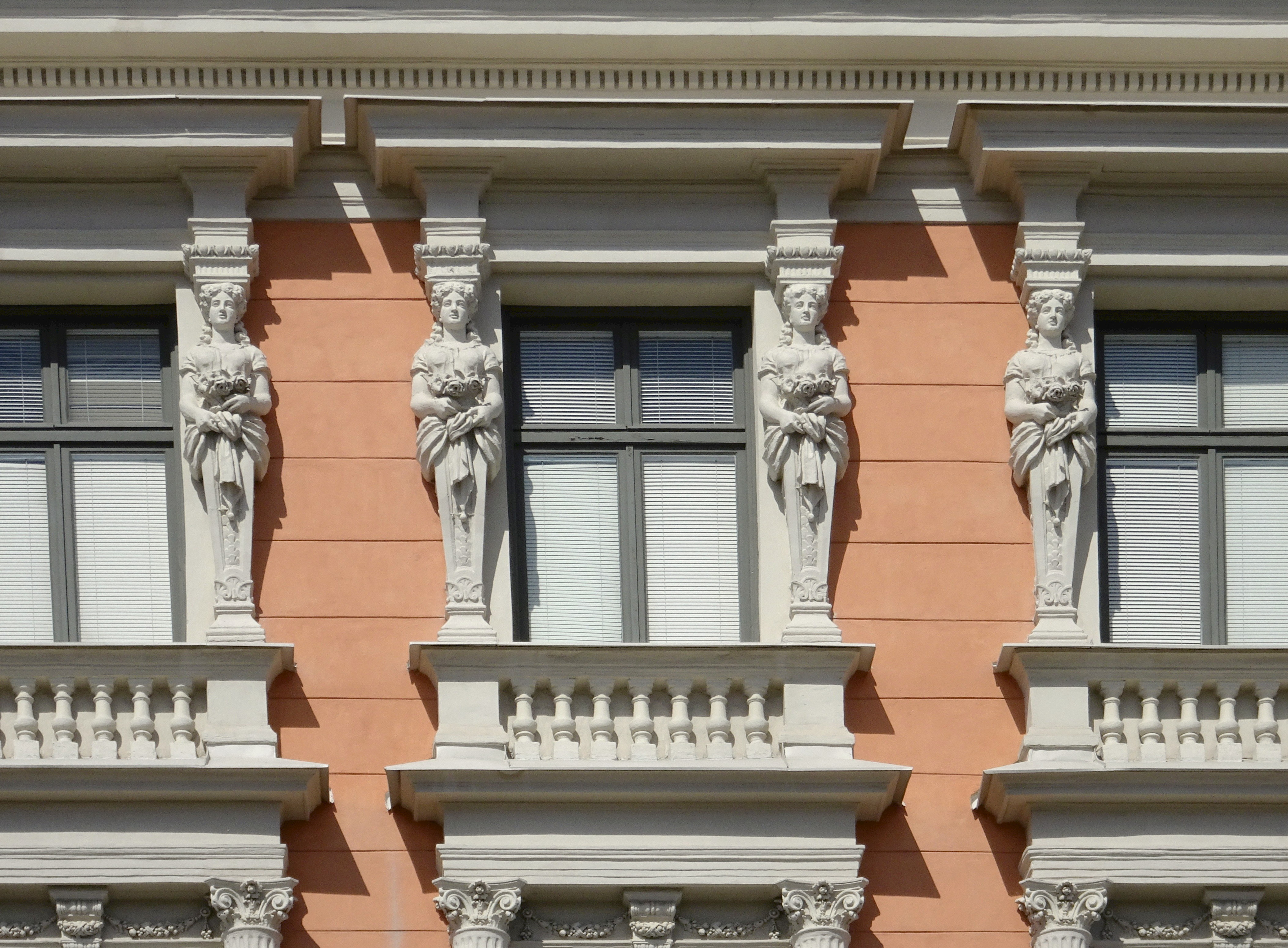
Strandvägen 27.
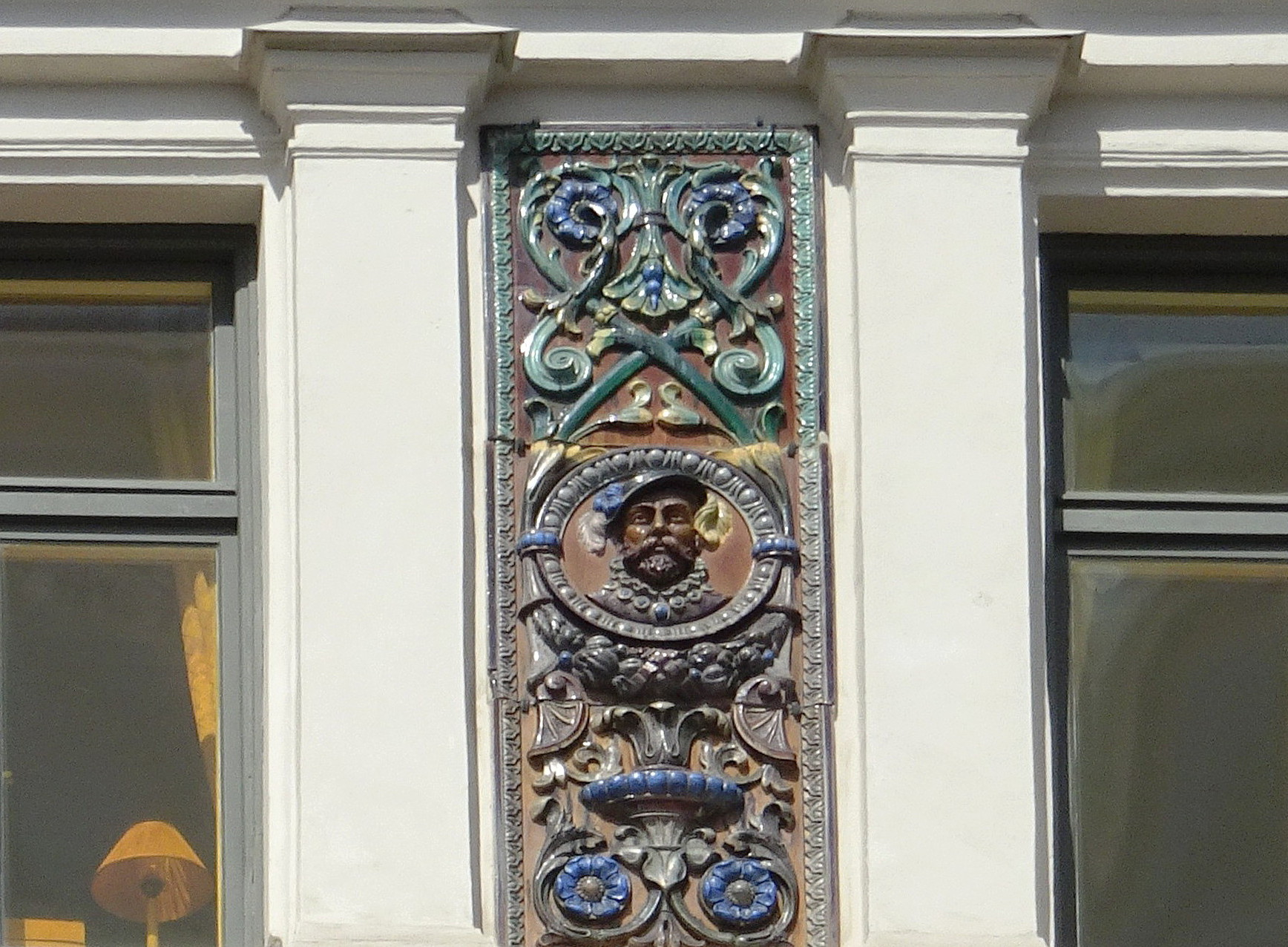
Strandvägen 27.

### Delvis rivning och nybygge

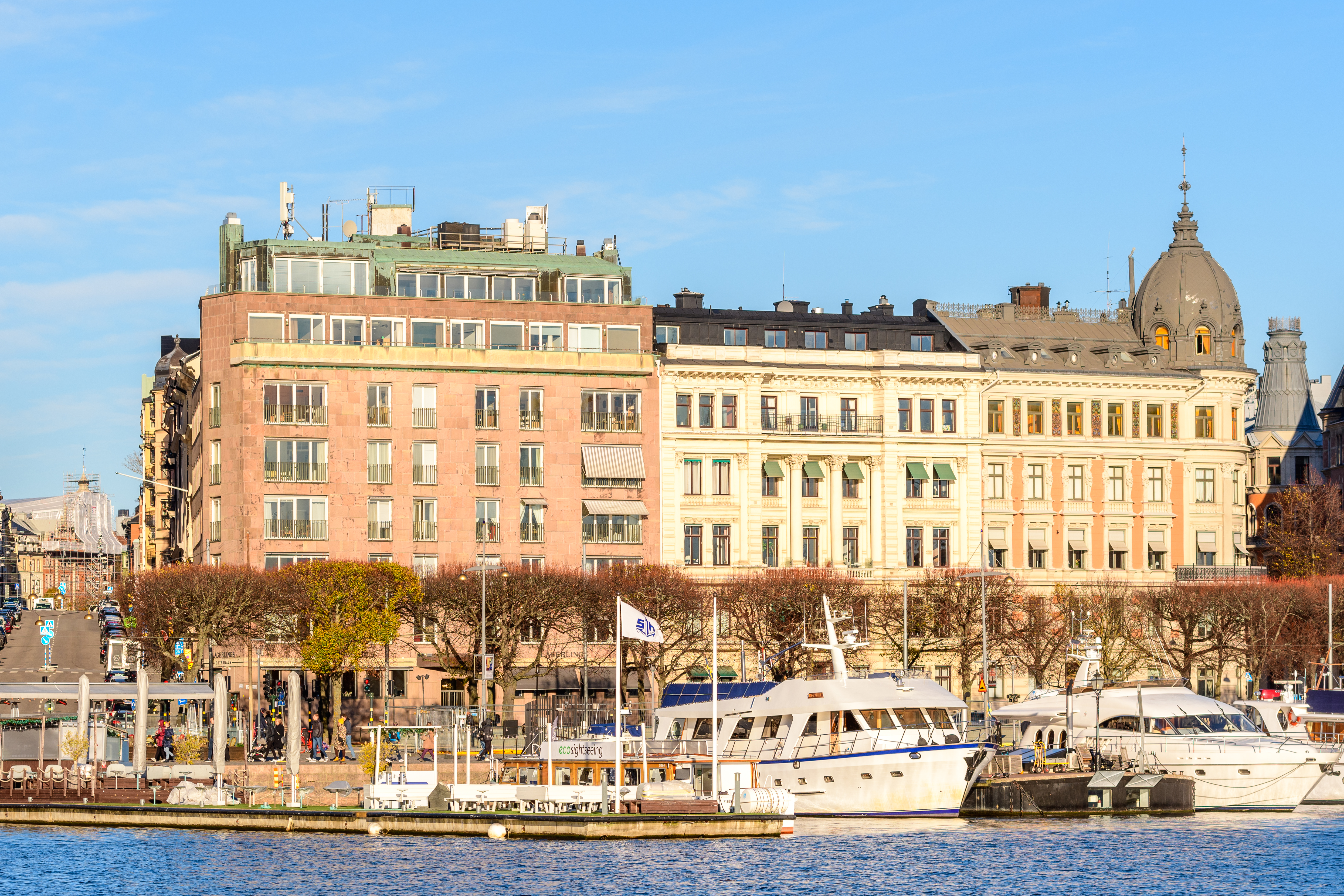
Strandvägen 23-27 i november 2024.

Västra hörnfastigheten, Ädelman större 9 (Strandvägen 23) förvärvades 1955 av Rederi AB Rex. Företaget skulle ha sitt kontor och bostäder i huset.  Den nya ägaren ansåg att den då nergångna byggnaden var för dyrt att renovera. Rivning och nybyggnad planerades, men man var medveten om att det kunde stöta på problem i denna känsliga arkitektoniska miljön. 

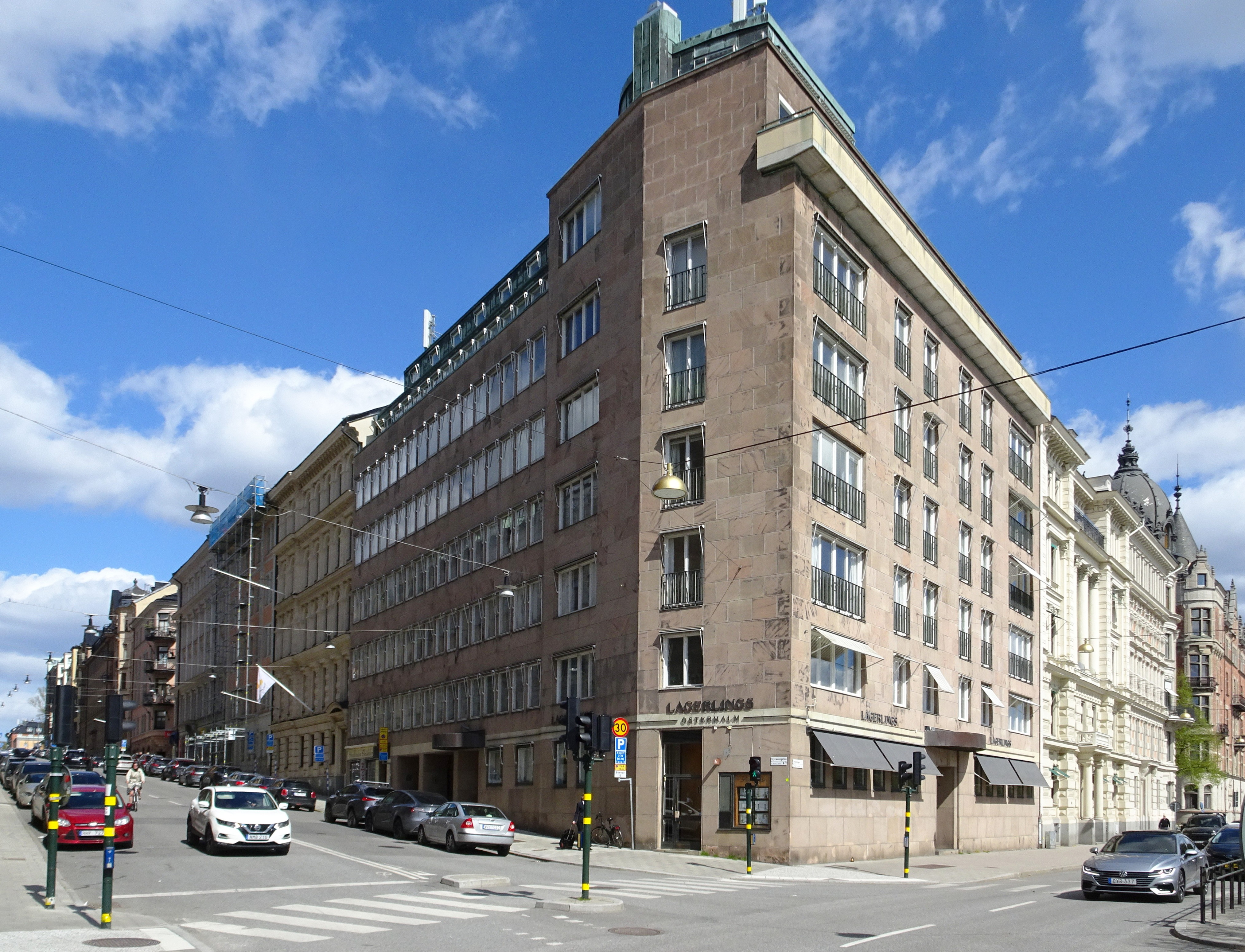
Strandvägen 23 i maj 2022.

Man beslöt att utlysa en inbjuden arkitekttävling med fyra deltagare. Deras bidrag skulle bedömas av en handplockad jury. Den bestod av Gunnar Wejke, arkitekt och chef för Byggnadsstyrelsens utredningsbyrå, Gösta Selling, museiman och stadsantikvarie, Göran Sidenbladh, Stockholms stadsbyggnadsdirektör och hans föregångare arkitekt Sven Markelius. Man räknade med att vad denna kompetenta jury godkände borde passera myndigheternas kritiska remissinstanser vid en bygglovsansökan. Så blev det också. Av de fyra tävlande hade två föreslagit att fasaderna och hjärtmur i längan mot Strandvägen skulle bibehållas och endast bakom liggande delar nybyggas. Juryn stannade för ett förslag med helt ny bebyggelse som hade lämnats av arkitekt Nils Tesch. Till och med Skönhetsrådet hade ”inga väsentliga betänkligheter mot förslaget”.
I Teschs uppdrag ingick att ge båda hörnhusen en ny utformning. Meningen var att det av Jacob Wallenberg ägda östra hörnhuset så småningom skulle förnyas i samma stil som rederiets. Det mellersta skulle bevaras och inramas av två moderna byggnader och på det viset åstadkomma en viss symmetri. Med dessa förutsättningar beviljades rivnings- och bygglov och man började med västra hörnhuset (Strandvägen 23). Stadsplanen för Ädelman mindre 9 (Pl 5338) fastställdes i april 1959. Rivningen av Wallenbergs fastighet kom dock aldrig till stånd, vilket innebär att hala fronten mot Strandvägen kom i obalans. 
Tesch ansåg själv att det "ur rent kulturhistoriskt synpunkt [vore] riktigast att bevara huset i sitt nuvarande skick, men man måste också ta hänsyn till andra krav. De hus som vi skall bo i och arbeta i får inte bli till museer...". Hans nybygge fick sex våningar med två indragna takvåningar samt två våningar under mark. Fasaderna kläddes i engelsk sandsten med rosa färgton. Hörnet pryddes inte längre av ett torn utan av en något tillplattad och förhöjd avslutning. I huset rymdes  bostäder och kontor för rederiets eget behov och för uthyrning. Kontorsrummen placerades huvudsakligen mot Styrmansgatan medan bostäderna lades mot Strandvägssidan. Vindsvåningen blev en enda stor, mycket påkostad lägenhet om åtta rum och kök och beboddes av skeppsredaren Ragnar Källström som tillsammans med sin bror Gunnar drev verksamheten. Byggmästare var Widmark & Platzer som färdigställde huset till slutet av 1961.

### Boenden
I denna palatsliknande byggnad bodde några av Sveriges kända och inflytelserika personer. I nummer 23 hade politikern Fredrik von Essen sin bostad. I nummer 25, högst upp, bodde skådespelaren Anders de Wahl. I nummer 27 huserade politikern Per Edvin Sköld samt bankmannen Marcus Wallenberg som 1901 flyttade från Strandvägen 11 hit. Wallenberg hade förvärvat fastigheten och innehade hörnlägenheten i översta planet inklusive tornrummet. Hans söner Jacob och Markus växte upp här tillsammans med sina fyra systrar. Efter dem bodde många Wallenbergare i denna bostad som i samband med en försäljning 2018 gick under benämningen "Sveriges dyraste våning" och bjöds ut för 64 miljoner kronor. På samma adress har också industrimannen Gustaf de Laval och dåvarande direktören för Dagens Nyheter, Erik Huss bott.

### Interiörbilder

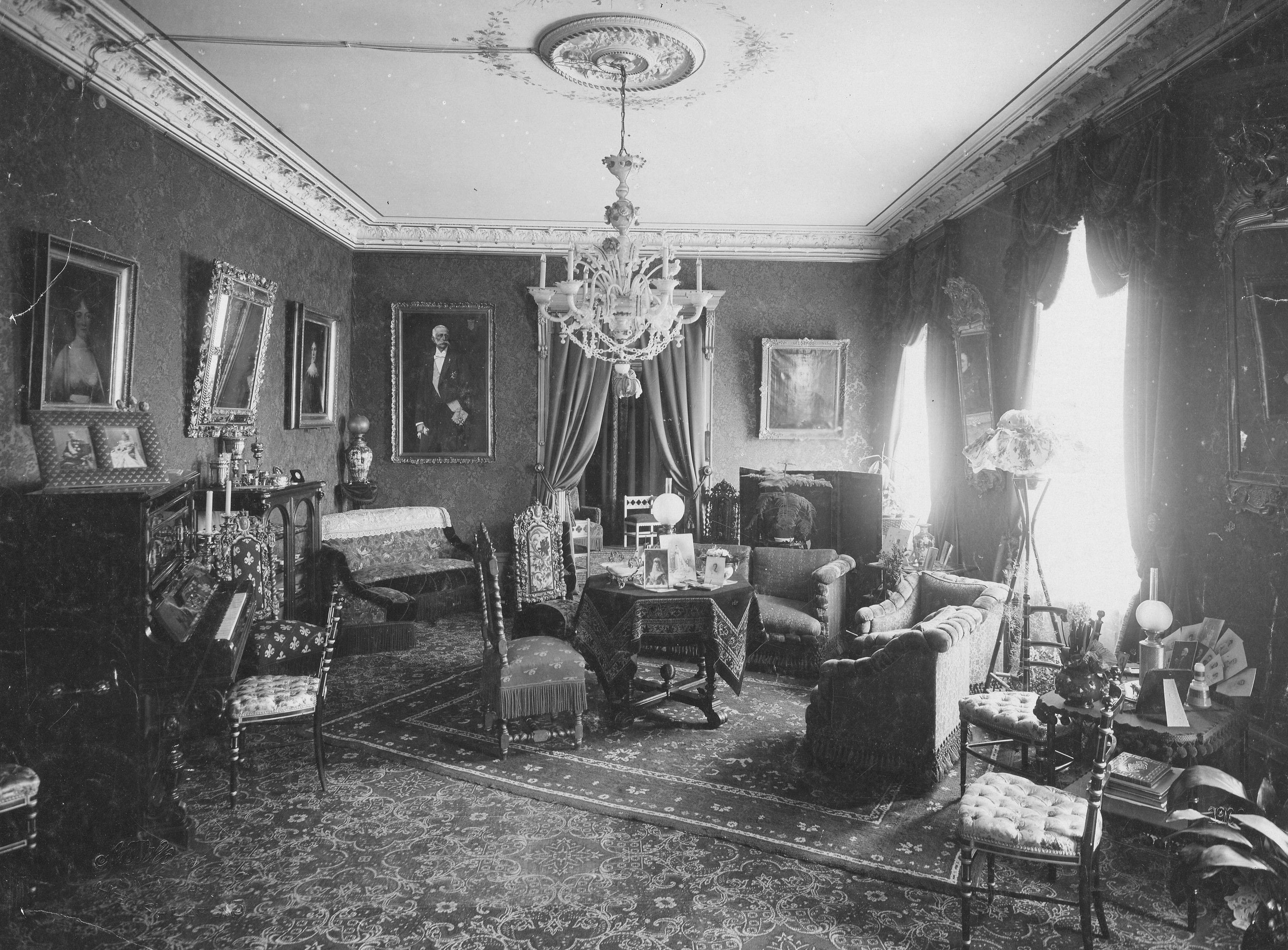
Fredrik von Essens bostad i nr 23.
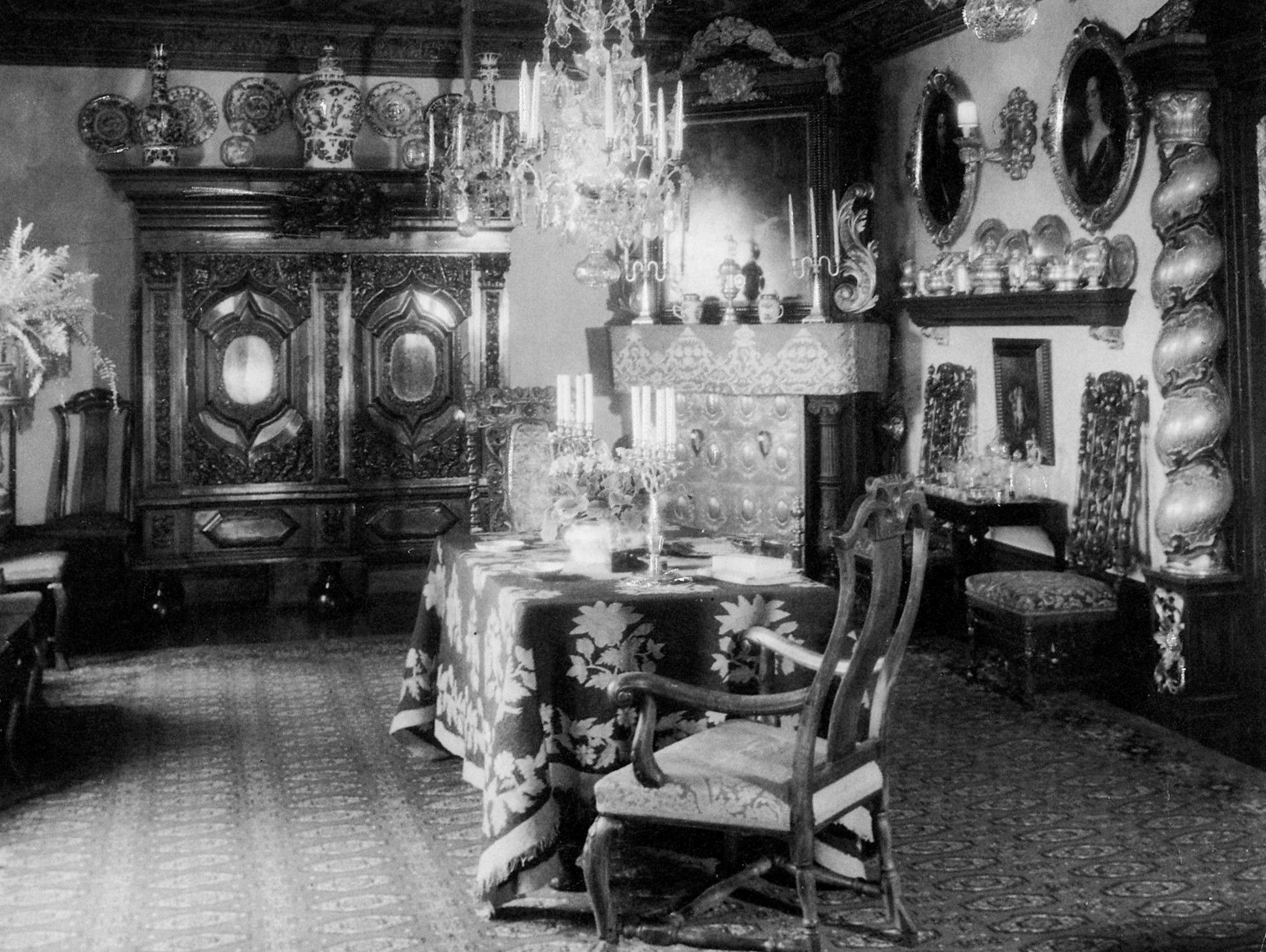
Andres de Wahls matsal i nr 25.
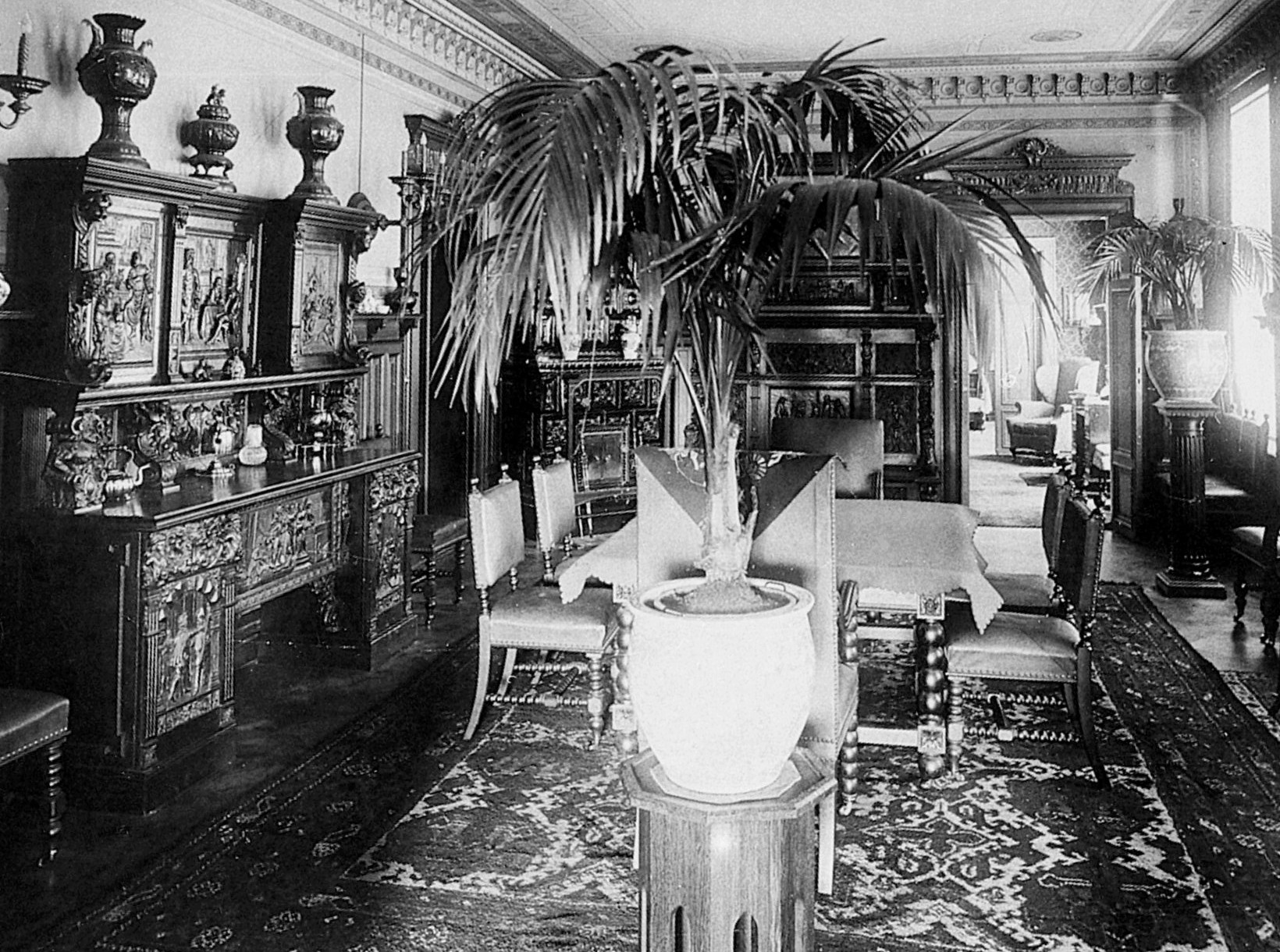
Marcus Wallenbergs matsal i nr 27.
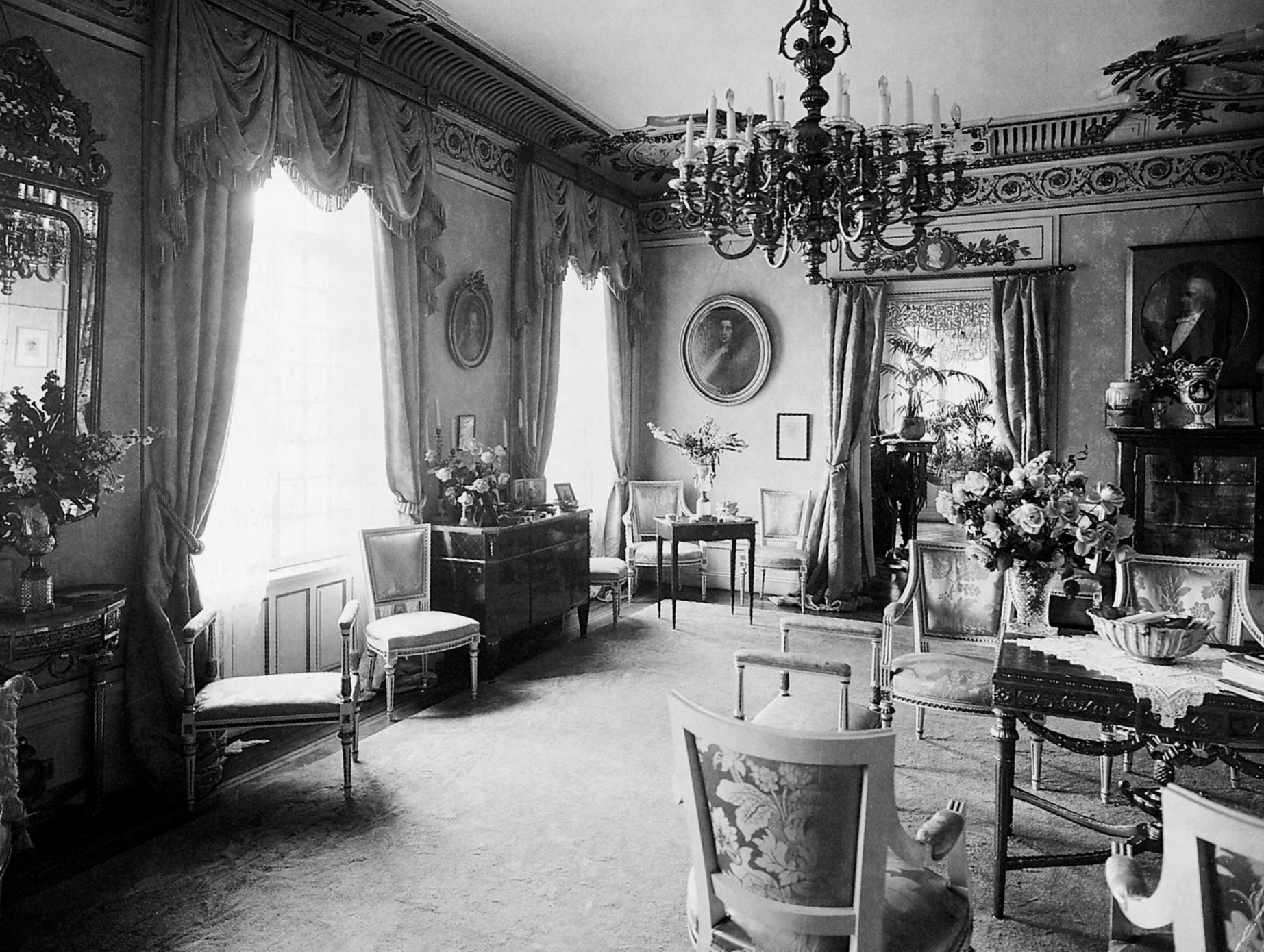
Amalia Wallenbergs salong i nr 27.

## Kulturhistorisk klassificering
Ädelman mindre 7 och 8 (Eriksons ursprungshus från 1882) är blåmärkta av Stadsmuseet i Stockholm vilket betyder "att bebyggelsen bedöms ha synnerligen höga kulturhistoriska värden". Ädelman mindre 9 (Teschs nybygge från 1959) är grönmärkt som innebär att bebyggelsen bedöms av Stadsmuseet vara "särskilt värdefull från historisk, kulturhistorisk, miljömässig eller konstnärlig synpunkt".